# Maják na mysu Gris-Nez
Maják na mysu Gris-Nez osvětluje Pas-de-Calais. Současný maják byl uveden do provozu v roce 1957.
Jde o stavbu z neomítnutých kamenů, která se nachází v chráněné oblasti (od roku 1987) na mysech na Opálovém pobřeží (Mys Blanc-Nez a Mys Gris-Nez).
První maják byl rozsvícen v roce 1837 a zvýšen v roce 1861, k jeho elektrifikaci došlo v roce 1869. V létě 1944 byl zničen Němci, věž byla rekonstruována v roce 1952.